# Чайян
Эльмер Фигероа-Арсе (исп. Elmer Figueroa Arce), больше известный под сценическим псевдонимом Чайян (исп. Chayanne, род. 28 июня 1968) — пуэрто-риканский певец и музыкант.
Прославившись в конце 1980-х годов, он уже много лет стабильно выдаёт хиты и остаётся одним из самых обожаемых женщинами исполнителей жанра латин-поп. Кроме того, параллельно он развивает актёрскую карьеру, снимаясь в основном в теленовеллах и телефильмах.

## Биография
Эльмер родился 28 июня 1968 года в Сан-Лоренсо (Пуэрто-Рико).
Его музыкальная карьера началась в 1979 году, когда он в 11 лет стал участником пуэрто-риканского бой-бэнда «Los Сhicos», созданного по подобию популярнейшего бой-бэнда Menudo и с целью с ним соперничать в чартах. Хотя Los Chicos сравнимого с Menudo уровня популярности не достигли, тем не менее они были достаточно популярны: выпустили 5 альбомов (1980, 1980, 1982, 1983, 1984), имели собственное шоу на телевидении, сыграли в специально снятом под них телефильме.
В 1984 году группа разошлась, и Чайян почти немедленно начал сольную карьеру. Первым его альбомом стал Chayanne es mi nombre на лейбле RCA Records (1984). Следующий альбом Sangre latina вышел в 1986 году.
Но мировая популярность пришла к певцу тогда, когда он перешёл на лейбл Sony и выпустил два альбома, оба озаглавленных просто Chayanne (1988 и 1989). Особенно популярным стал альбом 1989 года, который принёс Чайяну номинацию на «Грэмми» в категории «Лучшее исполнение в жанре латин-поп» (теперь переименованной в «Лучший альбом в жанре латин-поп»). С того альбома вышли отдельными синглами и стали большими хитами песни «Fiesta en America», «Violeta», «Te deseo» и «Para tenerte otra vez». Кроме того, альбом был переведён на португальский и в этой версии стал хитом в Бразилии.
С тех пор Чайян регулярно, с периодичностью где-то в 2 года, выпускает новые альбомы: Tiempo de vals (1990), Provócame (1992), Influencias (1994), Volver a nacer (1996), Atado a tu amor (1998), Simplemente (2000), Sincero (2003), Cautivo (2005), Mi tiempo (2007), No hay imposibles (2010), En Todo Estaré (2014). Причём каждый из них продавался лучше предыдущего. Также у него вышло несколько сборников лучших хитов: Grandes éxitos (2002), Desde siempre (2005) и др. и несколько концертных альбомов: Vivo (2008), A solas con Chayanne (2012) и др.

## Дискография
- См. статью «Chayanne discography» в англ. Википедии.